# Ángel Machado
Ángel Machado (Córdoba, 1834-Buenos Aires, 1906) fue un ingeniero, agrimensor y político argentino, intendente municipal de la ciudad de Córdoba entre 1902 y 1903.

## Biografía

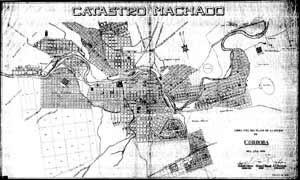
El Catastro Machado, primer relevamiento de ese tipo en la ciudad de Córdoba.

Nació en la ciudad de Córdoba, en cuya universidad cursó los estudios de ingeniería civil. 
En 1884, junto al agrimensor Eleázar Garzón, planteó a la municipalidad de Córdoba la posibilidad de llevar adelante la confección del primer relevamiento catastral de la ciudad. Iniciado el trabajo luego de firmado el contrato mediante el cual se le encomendaba la tarea, en 1886 presentó al municipio los primeros relevamientos, los cuales continuaron hasta 1889. Su obra sería tomada como referencia hasta la década de 1930.
Tras una fecunda labor docente, llegó a ser decano de la Facultad de Ciencias Exactas, Físicas y Naturales de la Universidad Nacional de Córdoba en el período comprendido entre el 28 de febrero de 1890 y el 1° de marzo de 1894.
Fue diputado provincial, presidiendo la cámara durante cuatro períodos legislativos entre 1888 y 1891.
En el gobierno de José Figueroa Alcorta (1895-1898) ocupó las carteras de hacienda y gobierno. Desempeñando esta última, en 1897 impulsó la organización del Departamento de Ingenieros de Córdoba dentro de la órbita del Departamento Topográfico.
En 1898 fue elegido diputado nacional, ocupando una banca en el Congreso de la Nación hasta 1902. El 4 de junio de ese año, asumió como intendente municipal de la ciudad de Córdoba tras la renuncia de Gerónimo del Barco, completando su período el 4 de septiembre de 1903. Desde el año siguiente fue nuevamente diputado nacional, cargo que ocupó hasta su muerte. 
Falleció el 28 de agosto de 1906.